# Der Kriminalist
Der Kriminalist ist der Titel einer Fernsehkrimiserie, die im ZDF und im Programm von SRF 1 im Zeitraum 2006 bis 2020 erstmals ausgestrahlt wurde. In der Titelrolle als Kriminalhauptkommissar Bruno Schumann ist Christian Berkel zu sehen.

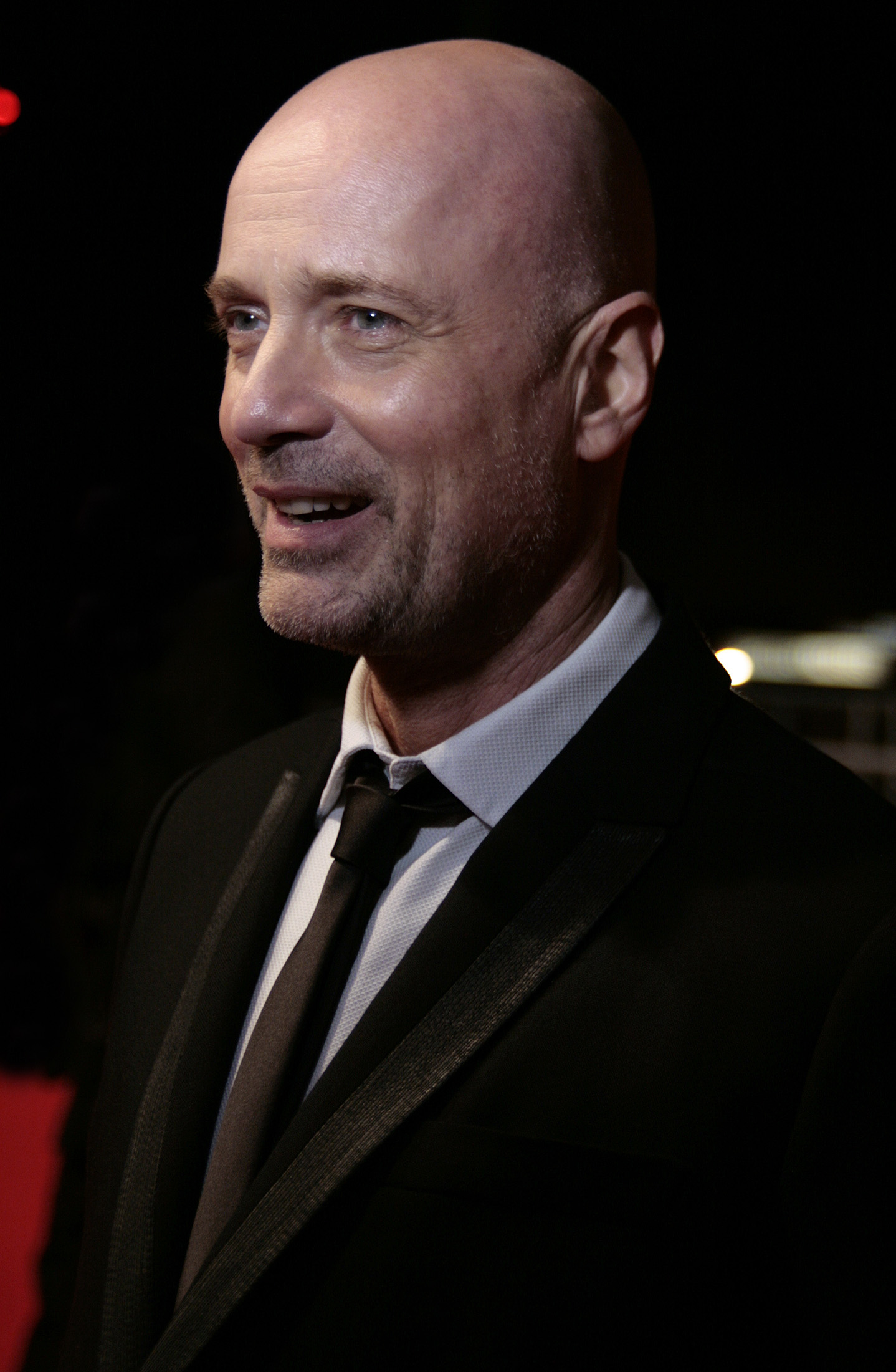
Christian Berkel in der Hauptrolle

Im ZDF wird die Serie im Freitagabendprogramm (die so genannten „ZDF-Freitags-Krimis“, bei denen u. a. auch die Serien Der Alte, Ein Fall für zwei und Der Staatsanwalt gezeigt werden) ausgestrahlt. Auf SRF 1 wird Der Kriminalist als Dienstagabendkrimi gesendet, jeweils drei Tage vor der Ausstrahlung beim ZDF. Die Serie hatte bei ihrem Start einen starken Marktanteil von 16,9 %. Die erste Staffel umfasste sechs Folgen und lief von Dezember 2006 bis Januar 2007 im Fernsehen. Regie führten Sherry Hormann und Torsten C. Fischer. Die zweite Staffel mit weiteren acht neuen Folgen wurde zwischen September 2007 und Januar 2008 ausgestrahlt. Regie führten Thomas Jahn, Jobst Oetzmann und Torsten C. Fischer.
Eine dritte Staffel mit acht weiteren Folgen schloss sich ab Oktober 2008 (vier Folgen) und Mai 2009 (vier Folgen) an. Die acht Folgen der vierten Staffel wurden im Oktober 2009 (vier Folgen) und ab Februar 2010 (vier Folgen) gesendet. Eine fünfte Staffel mit acht neuen Folgen wurde im ersten Halbjahr 2010 produziert. In den ersten sechs Folgen dieser Staffel war noch Frank Giering zu sehen. Nach seinem Tod wurde die Rolle des Henry Weber aus der Serie geschrieben – Henry Weber stirbt ebenfalls den Serientod. Das neue Gesicht an der Seite von Christian Berkel wurde Janek Rieke als Kommissar Max Winter. Seit November 2011 wurde die sechste Staffel mit sieben Folgen ausgestrahlt. Im Oktober und November 2012 wurde die siebte Staffel gesendet.
Die achte Staffel mit vier Folgen wurde ab dem 30. April auf SRF 1 und ab dem 3. Mai 2013 im ZDF ausgestrahlt.
Die neunte Staffel mit acht Folgen wurde ab dem 8. November 2013 im ZDF ausgestrahlt.
Die zehnte Staffel mit acht Folgen wurde ab dem 24. Oktober 2014 im ZDF ausgestrahlt.
Die ersten vier Folgen der elf Folgen umfassenden 11. Staffel wurden von November bis Dezember 2015 im ZDF ausgestrahlt. Die weiteren Folgen ab September 2016.
Die ersten fünf Folgen der zehn Folgen umfassenden 12. Staffel wurden vom 21. April 2017 bis zum 19. Mai 2017 im ZDF ausgestrahlt. Die weiteren Folgen wurden vom 24. November bis zum 29. Dezember 2017 ausgestrahlt.
Nach 109 Folgen wurde die Serie im Oktober 2020 eingestellt.

## Handlung und Besetzung
Die Serie spielt im Berliner Bezirk Friedrichshain-Kreuzberg. Hauptkommissar Bruno Schumann klärt als Viktimologe Mord- und Kriminalfälle für das LKA auf. Mit Hilfe seines Teams und neuester Kriminaltechnik ermittelt der kühle Kommissar in den unterschiedlichsten Berliner Milieus.
Die Rolle des Hauptkommissars Bruno Schumann spielt Christian Berkel. Seine Kollegen Henry Weber und Anne Vogt wurden von Frank Giering und Anna Schudt dargestellt. Ab der zweiten Staffel löst Stephanie Japp als Jana Wagner Kommissarin Anne Vogt ab und zudem wird mit dem Kriminalbeamten Bülent Celik eine weitere durchgängig präsente Nebenrolle eingeführt, dargestellt von Mehmet Bozdoğan. Kommissarin Jana Wagner wird ab der vierten Staffel durch Kommissarin Alex Keller, gespielt von Maya Bothe ersetzt, ebenfalls neu im Team ist Chris, gespielt von Patrick Khatami. Die Rolle des Bülent Celik entfiel ab der vierten Staffel. Seit Beginn an im Ermittlerteam ist Inge Tschernay gespielt von Antonia Holfelder. Zusätzlich erscheinen Charlotte Schumann, die Noch-Ehefrau des Hauptkommissars Schumann, gespielt von Inka Friedrich, und die Staatsanwältin Lara Solovjev, mit der Schumann außerdem eine heimliche Affäre hat, gespielt von Suzan Anbeh. Während der Dreharbeiten zur fünften Staffel verstarb der Schauspieler Frank Giering unerwartet. Seine Rolle Henry Weber stirbt ebenfalls und sein Nachfolger wird Janek Rieke als Kommissar Max Winter. Kommissarin Alex Keller wird während der 8. Staffel durch Kommissarin Esther Rubens, gespielt von Anna Blomeier ersetzt. In den ersten fünf Folgen der 11. Staffel spielte noch Janek Rieke als Max Winter mit. In der sechsten wurde er durch Timo Jacobs als Jan Michalski ersetzt. In der sechsten Folge der 12. Staffel Esthers Geheimnis Teil 1 wird Esther Rubens zu Beginn bei einem Einsatz erschossen. Ihre Nachfolgerin wird Johanna Polley als Verena Kleinefeldt, welche bereits Bruno Schumann bei der Ermittlung im Mordfall Esther Rubens unterstützt.

### Hauptdarsteller
| Schauspieler     | Rollenname         | Rolle                  | Episoden           | Staffeln | Zeitraum  | Grund für das Ende der Figur                                                                          |
| ---------------- | ------------------ | ---------------------- | ------------------ | -------- | --------- | --- |
| Christian Berkel | Bruno Schumann     | Kriminalhauptkommissar | 1–109              | 1–15     | 2006–2020 | Einstellung der Serie                                                                                 |
| Anna Schudt      | Anne Vogt          | Kriminalkommissarin    | 1–6                | 1        | 2006–2007 | |
| Stefanie Japp    | Jana Wagner        | Kriminalkommissarin    | 7–22               | 2–3      | 2007–2009 | |
| Frank Giering    | Henry Weber †      | Kriminalkommissar      | 1–36 (5.6)         | 1–5      | 2006–2011 | Figur stirbt an plötzlichem Herzversagen/Der Schauspieler verstarb während der laufenden Dreharbeiten |
| Maya Bothe       | Alex Keller        | Kriminalkommissarin    | 23–52 (8.2)        | 4–8      | 2009–2013 | Figur geht zum FBI                                                                                    |
| Janek Rieke      | Max Winter         | Kriminalkommissar      | 37 (5.7)–75 (11.5) | 5–11     | 2011–2016 | |
| Anna Blomeier    | Esther Rubens †    | Kriminalkommissarin    | 53 (8.3)–87 (12.6) | 8–12     | 2013–2017 | Figur wird im Einsatz erschossen                                                                      |
| Timo Jacobs      | Jan Michalski      | Kriminalkommissar      | 76 (11.6)–109      | 11–15    | 2016–2020 | Einstellung der Serie                                                                                 |
| Johanna Polley   | Verena Kleinefeldt | Kriminalkommissarin    | 87 (12.6)–109      | 12–15    | 2017–2020 | Einstellung der Serie                                                                                 |

### Nebendarsteller
Suzan AnbehStaatsanwältin Lara Solovjev
Inka FriedrichCharlotte Schumann
Antonia HolfelderInge Tschernay
Kida Khodr RamadanKemal Celik (Staffel 1)
Mehmet BozdoğanBülent Celik (Staffel 2 bis 3)
Patrick KhatamiChris (Staffel 4)
Barbara PhilippKriminaldirektorin (Staffel 5–7)
Nils NelleßenRechtsmediziner Dr. Hildebrandt

### Zeitleiste
| Name der Figur          | 1          | 2          | 3          | 4          | 5          | 6          | 7 | 8 | 9 | 10 | 11 | 12 | 13 | 14 | 15 |
| ----------------------- | ---------- | ---------- | ---------- | ---------- | ---------- | ---------- | - | - | - | -- | -- | -- | -- | -- | -- |
| Bruno Schumann          |            |            |            |            |            |            |   |   |   |    |    |    |    |    |    |
| Henry Weber †           |            |            |            |            |            |            |   |   |   |    |    |    |    |    |    |
| Anne Vogt               |            |            |            |            |            |            |   |   |   |    |    |    |    |    |    |
| Jana Wagner             |            |            |            |            |            |            |   |   |   |    |    |    |    |    |    |
| Alex Keller             |            |            |            |            |            |            |   |   |   |    |    |    |    |    |    |
| Max Winter              |            |            |            |            |            |            |   |   |   |    |    |    |    |    |    |
| Esther Rubens †         |            |            |            |            |            |            |   |   |   |    |    |    |    |    |    |
| Jan Michalski           |            |            |            |            |            |            |   |   |   |    |    |    |    |    |    |
| Verena Kleinefeld       |            |            |            |            |            |            |   |   |   |    |    |    |    |    |    |
| Inge Tschernay          |            |            |            |            |            |            |   |   |   |    |    |    |    |    |    |
| Lara Solovjev           |            |            |            |            |            |            |   |   |   |    |    |    |    |    |    |
| Dr. Hildebrandt         |            |            |            |            |            |            |   |   |   |    |    |    |    |    |    |
| Legende (Farbbedeutung) |            |            |            |            |            |            |   |   |   |    |    |    |    |    |    |
| Hauptfigur              | Nebenfigur | Nebenfigur | Nebenfigur | Nebenfigur | Nebenfigur | Nebenfigur |   |   |   |    |    |    |    |    |    |

## Drehorte
Neues Kreuzberger Zentrum, Kottbusser Tor (Berlin), Polizeiwache sowie diverse Motive in Berlin, Potsdam und Umgebung.